# Rohrwiesenbach (Haggraben)
Der Rohrwiesenbach ist ein rechter Zufluss des Haggrabens im Landkreis Aschaffenburg im bayerischen Spessart. Er entsteht  aus dem Zusammenfluss von Eichelgraben, Ratzgraben und Wurzelgraben östlich vom Häuserackerhof. Der Ratzgraben ist der längste und wasserreichste Quellbach des Rohrwiesenbachs.

## Geographie

### Verlauf
Der Rohrwiesenbach durchläuft nach dem Zusammenfluss der Quellbäche einen kleinen Weiher, tritt aus dem Wald aus und fließt, im Graben der Straße Richtung Hörstein, zum Häuserackerhof. Dort versickert sein Wasser an trockenen Tagen. Der Rohrwiesenbach mündet sonst nordwestlich vom Häuserackerhof in den Haggraben.

### Zuflüsse
Hierarchische Liste der Zuflüsse, jeweils von der Quelle zur Mündung. Auswahl.
- Eichelgraben, linker Oberlauf von Südwesten
  - Ratzgraben, von rechts und Osten
- Wurzelgraben, rechter Oberlauf von Ostnordosten

Der aus Wurzelgraben und Eichelgraben zusammengeflossene Bach wird noch im Wald teils als Wurzelgraben, teils als Eichgraben bezeichnet und erst auf dem nurmehr kurzen Laufstück nach dem Waldaustritt beim Häuserackerhof als Rohrwiesenbach. Der Grund für den Namenswechsel könnte darin liegen, dass am Waldrand die Gemeindegrenze zwischen Karlstein am Main und Kleinostheim überschritten wird.